# A. U. Wyman

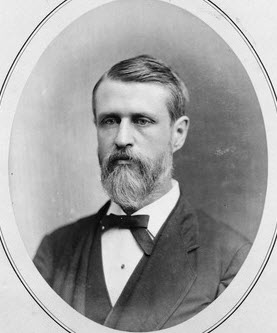
Albert Uriah Wyman

Albert Uriah Wyman (* 25. September 1833 in Cornwall, Kanada; † 5. März 1915 in Washington, D.C.) war ein US-amerikanischer Bankier und Regierungsbeamter.

## Werdegang
Albert Uriah Wyman, Sohn von Emeline „Milla“ († 1854) und William Wells Wyman (1800–1861), wurde während der Regierungszeit von Wilhelm IV., König des Vereinigten Königreichs von Großbritannien und Irland, in Ontario geboren. Die Familie wanderte in die Vereinigten Staaten ein. Sie zog nach Wisconsin und ließ sich in Madison (Dane County) nieder. Albert Uriah Wyman wuchs dort auf. Er besuchte die Gemeinschaftsschulen und arbeitete dann bei seinem Vater in der Druckerei. Später stieg er in das Bankgeschäft ein, zuerst arbeitete er in Madison und dann in Omaha (Nebraska). Während des Bürgerkrieges erhielt er 1863 eine Anstellung als Clerk in der Behörde vom Treasurer of the United States. Später wurde er Kassengehilfe. Er ging dieser Anstellung bis zu seiner Kündigung am 1. Januar 1868 nach. Am 1. April 1875 wurde er Assistant Treasurer in der Behörde des Treasurer of the United States.
US-Präsident Ulysses S. Grant (1822–1885) nominierte ihn am 28. Juni 1876 zum Treasurer of the United States und der US-Senat bestätigte ihn am folgenden Tag. Wyman trat seinen neuen Posten am 8. Juli 1876 an und bekleidete diesen bis zum 1. Juli 1877. Er war dann im September 1879 als Kassierer in der Behörde vom Treasurer of the United States tätig. US-Präsident Chester A. Arthur (1829–1886) nominierte ihn 1883 für den Posten des Treasurer of the United States. Nach seiner Bestätigung durch den US-Senat hielt Wyman den Posten vom 1. April 1883 bis zum 30. April 1885.
Danach kehrte er nach Omaha zurück, wo er als Bankier für die Omaha Trust Company tätig war und zuletzt deren Präsident wurde. 1901 ernannte man ihn zum Auditor für das US-Kriegsministerium. Er verstarb während des Ersten Weltkrieges in Washington, D.C. 

## Familie
Albert Uriah Wyman war zweimal verheiratet. Am 23. November 1859 heiratete er seine erste Ehefrau Harriet C. Fake (1838–1876) in Omaha (Nebraska). Das Paar bekam mindestens drei Kinder: Henry Fake (1863–1952), William Tupper (1865–1923) und ein Kleinkind, welches im Januar 1876 verstarb. Nach dem Tod seiner ersten Ehefrau heiratete er Margaret T. Sanderson (1846–1922). Das Paar bekam mindestens eine Tochter: Helene R. (1878–1975).